# Gabinet Benjamina Harrisona
Gabinet Benjamina Harrisona – powołany i zaprzysiężony w 1889, po wyborach w 1888.

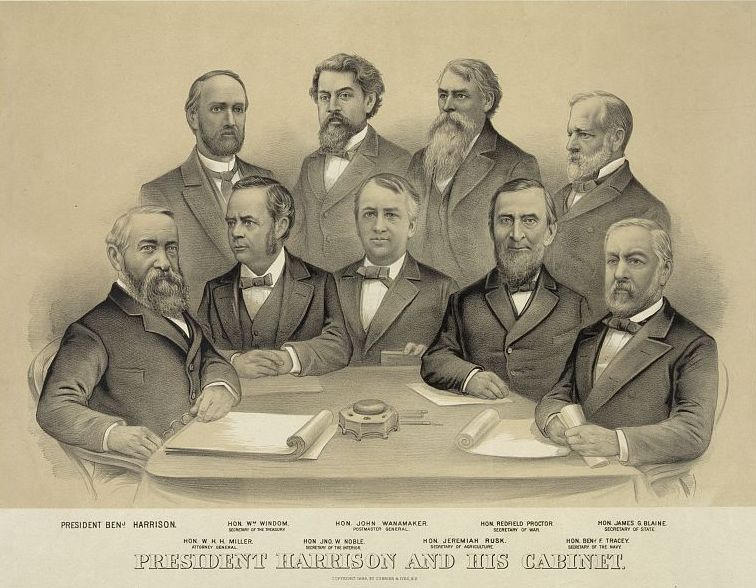
Benjamin Harrison i jego drugi gabinet

| Departament/Funkcja            | Imię i nazwisko                           | Kadencja                |
| ------------------------------ | ----------------------------------------- | ----------------------- |
| Prezydent                      | Benjamin Harrison                         | 1889 – 1893             |
| Wiceprezydent                  | Levi Morton                               | 1889 – 1893             |
| Sekretarz stanu                | James Blaine John W. Foster               | 1889 – 1892 1892 – 1893 |
| Sekretarz skarbu               | William Windom Charles William Foster Jr. | 1889 – 1891 1891 – 1893 |
| Sekretarz wojny                | Redfield Proctor Stephen B. Elkins        | 1889 – 1891 1891 – 1893 |
| Prokurator generalny           | William H. H. Miller                      | 1889 – 1893             |
| Dyrektor Generalny Poczty      | John Wanamaker                            | 1889 – 1893             |
| Sekretarz marynarki            | Benjamin F. Tracy                         | 1889 – 1893             |
| Sekretarz zasobów wewnętrznych | John Willock Noble                        | 1889 – 1893             |
| Sekretarz rolnictwa            | Jeremiah McLain Rusk                      | 1889 – 1893             |